# Lasitha Menaka
Kindelpitiyage Lasitha Menaka Karunathilake (singhalesisch: ලසිත මේනක; tamil: லசித மேனக) (* 1. Juli 1987) ist ein sri-lankischer Badmintonspieler. 

## Karriere
Lasitha Menaka siegte 2010 bei den nationalen Titelkämpfen in Sri Lanka im Mixed mit Chandrika de Silva. Mit ihr war er auch bei den Syria International des gleichen Jahres erfolgreich. 2012 startete er mit seinem Nationalteam in der Qualifikation zum Thomas Cup 2012. Mit Gruppenplatz drei konnte sich das südasiatische Team jedoch nicht für die Endrunde qualifizieren.

## Referenzen
- Lasitha Menaka beim Badminton-Weltverband

| Personendaten    | Personendaten                                |
| ---------------- | -------------------------------------------- |
| NAME             | Menaka, Lasitha                              |
| ALTERNATIVNAMEN  | Menaka Karunathilake, Kindelpitiyage Lasitha |
| KURZBESCHREIBUNG | sri-lankischer Badmintonspieler              |
| GEBURTSDATUM     | 1. Juli 1987                                 |